# Bring Your Daughter... to the Slaughter
«Bring Your Daughter... to the Slaughter» es un sencillo promocional para el álbum No Prayer for the Dying de Iron Maiden. La canción fue escrita por Bruce Dickinson, originalmente fue publicada para la banda sonora de la película A Nightmare on Elm Street 5: The Dream Child. La versión original se puede encontrar en el álbum The Best of Bruce Dickinson siendo el único sencillo de Iron Maiden que ha obtenido el puesto #1 en listas UK Singles Chart.
El sencillo también logró el "honor" de ganar un Golden Raspberry Award para la "Canción Menos Original" de 1989. Es interesante recalcar que el sencillo fue grabado en el Rolling Stones Mobile Studio.
El lado B contiene versiones de Free y Led Zeppelin, respectivamente.
El videoclip promocional para el tema incluye un montaje de la película de 1960 "The City of the Dead" (también conocida como "Horror Hotel"), donde actuó Christopher Lee.
Dickinson alguna vez explicó el significado de la canción y la relación con la serie de películas de Nightmare on Elm Street.
La canción fue la única que sobrevivió de No Prayer for the Dying en los tours luego de que Bruce Dickinson dejó Iron Maiden en 1993. Actualmente es raro que la toquen en vivo, aunque tuvo unas cuantas apariciones en 2003.

## Lista de canciones
1. «Bring Your Daughter... to the Slaughter»[3] (Bruce Dickinson) – 4:45
2. «I'm a Mover» (versión de Free) – 3:21
3. «Communication Breakdown» (versión de Led Zeppelin) – 2:41

## Miembros
- Steve Harris – bajo, coros
- Bruce Dickinson – voz
- Dave Murray – guitarra
- Janick Gers – guitarra
- Nicko McBrain – batería

## Posicionamiento en listas
| Lista (1991)                        | Mejor posición |
| ----------------------------------- | -------------- |
| Finlandia (Finland's Official List) | 2              |
| Irlanda (IRMA)                      | 6              |
| Nueva Zelanda (Recorded Music NZ)   | 47             |
| Países Bajos (Dutch Top 40)         | 30             |
| Reino Unido (UK Singles Chart)      | 1              |
| Suiza (Schweizer Hitparade)         | 19             |

### Sucesión en listas
| Anterior: «Saviour's Day» de Cliff Richard | UK Singles Chart — Sencillo Nro 1 5 de enero de 1991 — 18 de enero de 1991 | Siguiente: «Sadeness (Part I)» de Enigma |